# Штаух, Гельмут
Гельмут Вильгельм Эрнст Штаух (нем. Hellmut Wilhelm Ernst Stauch; 3 октября 1910 или 13 марта 1910, Эйзенах — 19 июля 1970, Мапуту) — южноафриканский яхтсмен, участник летних Олимпийских игр 1952 года в классе Финн, и летних Олимпийских игр 1960 года в классе Летучий голландец.

## Спортивная биография
В 1952 году Штаух дебютировал на летних Олимпийских играх в Хельсинки в классе Финн. Уже во второй гонке Штаух смог попасть в тройку, став третьим, но неудачно проведённые остальные шесть стартов позволили ему занять лишь итоговое 16-е место.
В 1960 году 50-летний Гельмут Штаух принял участие в летних Олимпийских играх в Риме. Южноафриканский спортсмен вместе с Бобом Стендингом выступил в новом олимпийском классе Летучий голландец. Южноафриканские яхтсмены выступали на лодке Hakahana. Лишь раз в семи гонках Штаух и Стендинг смогли пробиться в число десяти сильнейших. В общем зачёте южноафриканский экипаж набрал 3014 очков и занял итоговое 15-е место.